# Torenspits met flankerende torentjes

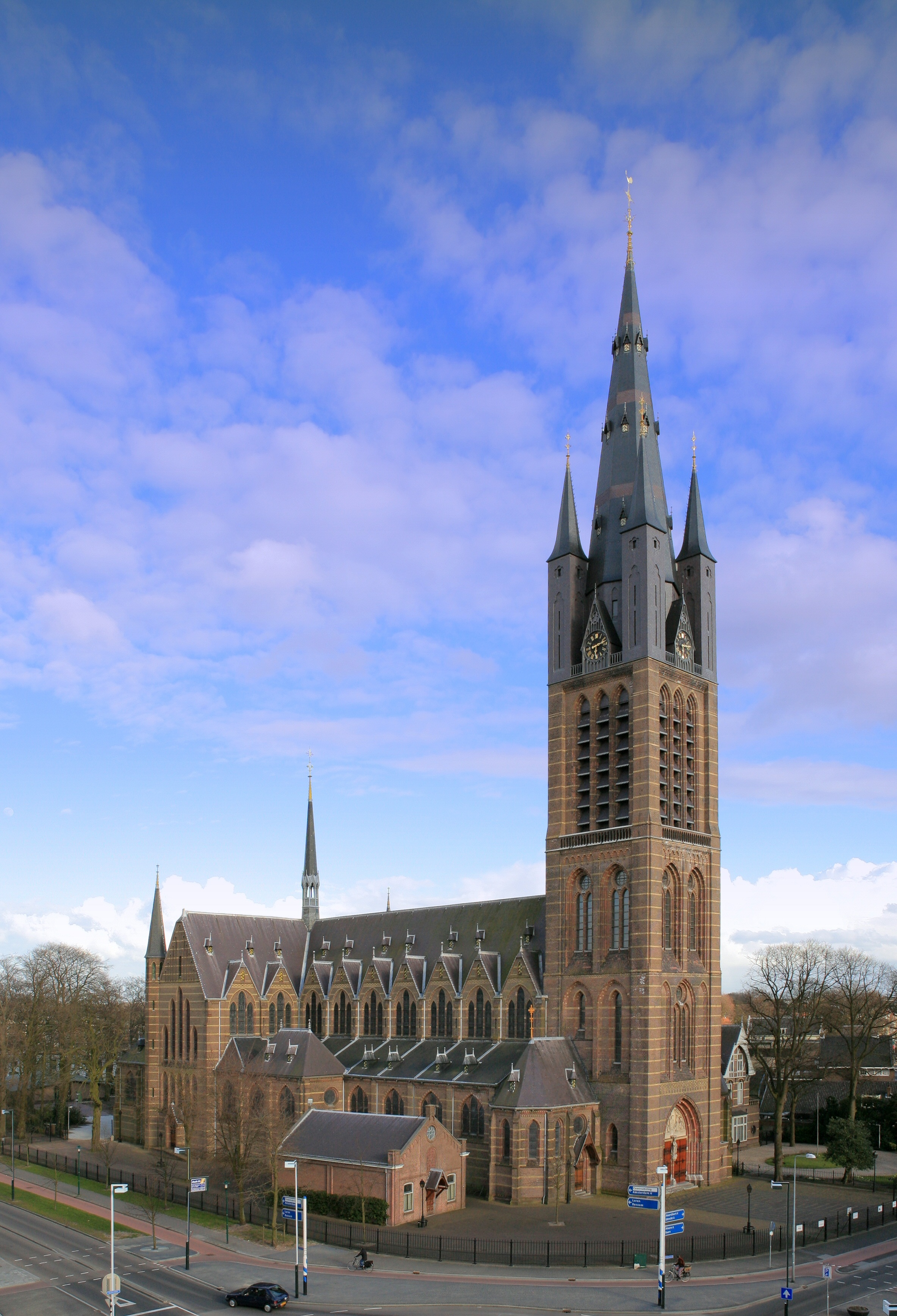
Sint-Vituskerk in Hilversum.

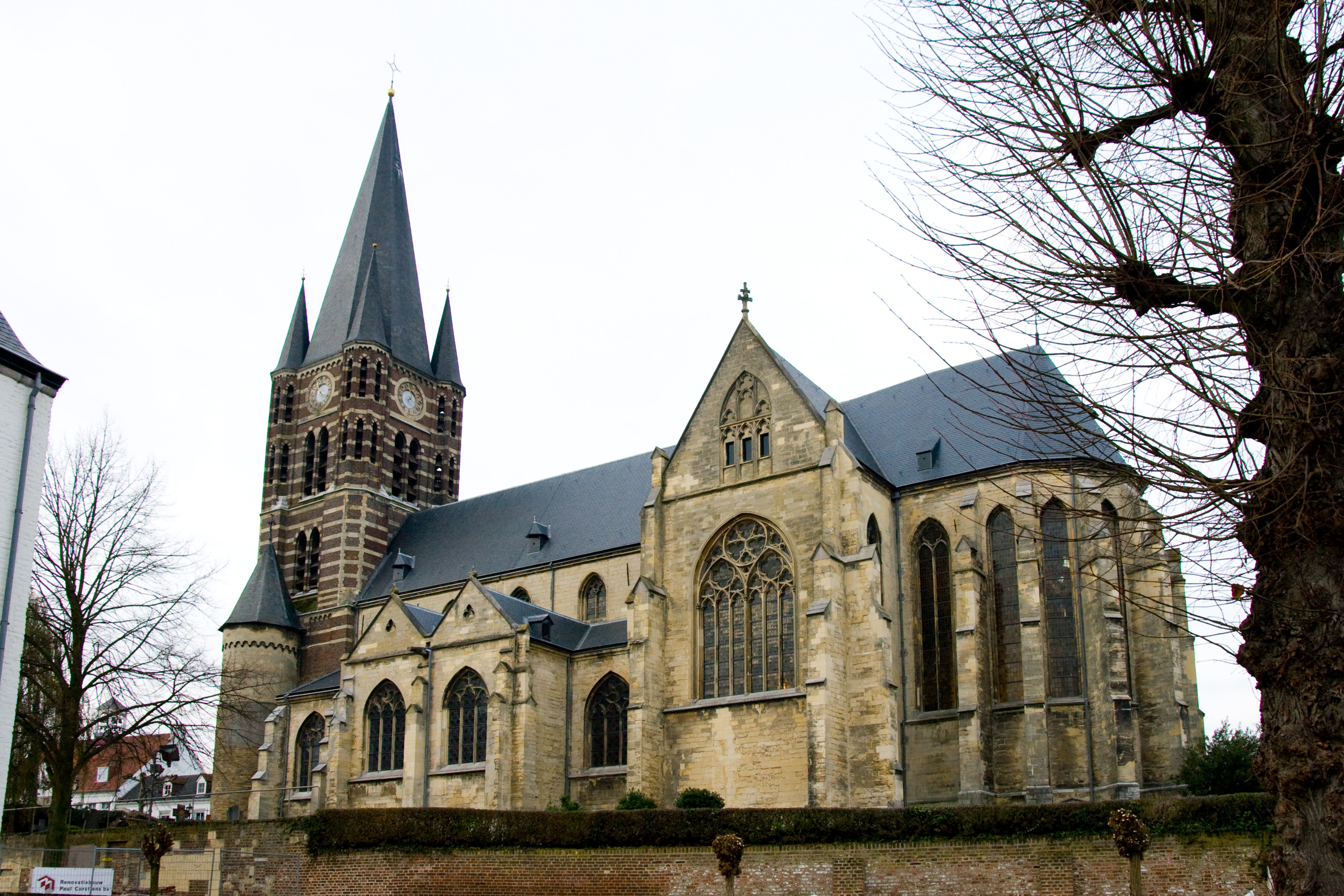
Abdijkerk in Thorn

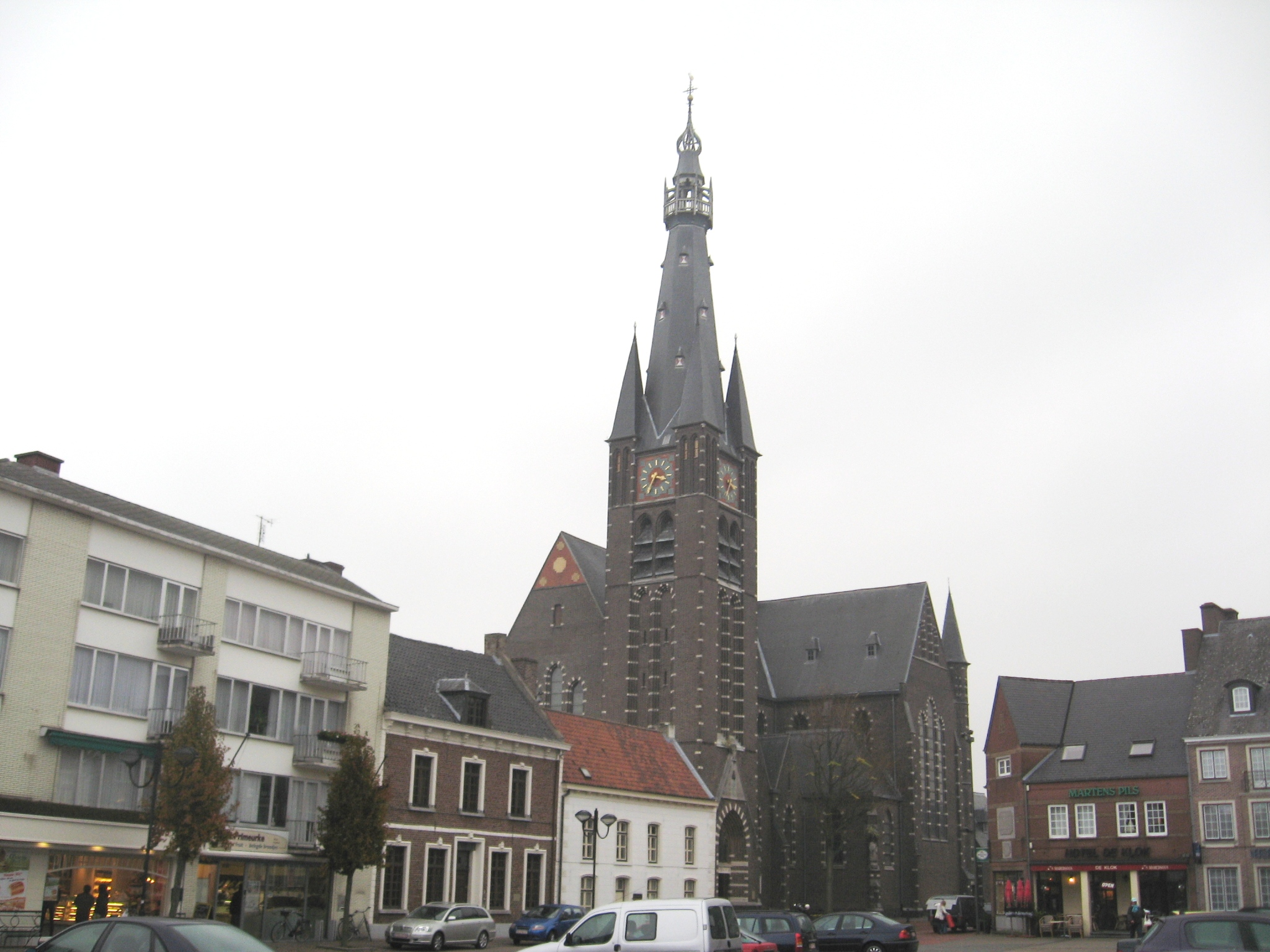
Sint-Laurentiuskerk

Een torenspits met flankerende torentjes is een dakconstructie waarbij op de hoekpunten van een toren vier kleinere pinakeltorentjes zijn aangebracht om de centrale torenspits. Meestal gaat het hier om een kerktoren.
Deze stijl van bouwen met hoekspitsjes is typisch voor Pierre Cuypers en een aantal van zijn volgelingen.

## Verspreiding
In Nederland is deze dakconstructie onder andere toegepast bij:
- Sint-Dominicuskerk te Alkmaar (gesloopt ong. 1985);
- Heilige Maria Presentatiekerk te Asten;
- Sint-Leonarduskerk te Beek en Donk;
- Sint-Vituskerk te Blaricum;
- Sint-Martinuskerk te Breda;
- Onze-Lieve-Vrouw Visitatiekerk te Budel;
- Sint-Barbarakerk te Culemborg;
- Oude Kerk in Delft;
- H.H. Ewalden-kerk in Druten;
- Sint-Nicolaaskerk in Haps;
- Sint-Vituskerk in Hilversum;
- Heilige Annakerk in Hintham;
- Abdijkerk in Loosduinen;
- Kerk van Sint-Pieter boven te Maastricht;
- Sint-Lambertuskerk te Nederweert;
- Sint-Petrus'-Bandenkerk te Oisterwijk;
- Onze-Lieve-Vrouw-Onbevlekt-Ontvangenkerk te Ospel;
- Basiliek van Onze-Lieve-Vrouw van het Heilig Hart te Sittard;
- Sint-Petrus' Stoel van Antiochiëkerk te Sittard;
- Toren van de Sint-Petrus' Bandenkerk te Son;
- Sint-Trudokerk te Stiphout;
- Sint-Michaëls- of Abdijkerk ten Thorn;
- Sint-Ceciliakerk in Veldhoven;
- Sint-Willibrorduskerk in Zeelst (Veldhoven);
- Sint-Corneliuskerk te Wanroij;
- Onze Lieve Vrouw Onbevlekt Ontvangen Kerk in Wijhe;
- Sint-Bonaventurakerk in Woerden;
- Sint-Werenfriduskerk in Zieuwent.

In België is deze dakconstructie onder andere toegepast op de:
- Sint-Willibrorduskerk te Antwerpen;
- Sint-Hubertuskerk in Aubel;
- Sint-Hubertuskerk in Bosvoorde;
- Kerk van de Onbevlekte Ontvangenis in Charleroi;
- Sint-Vincentiuskerk in Eeklo;
- Sint-Jacob de Meerderekerk in Gits;
- Sint-Laurentiuskerk in Hamont;
- Sint-Petrus-en-Pauluskerk in Herne;
- Sint-Rochuskerk in Kortrijk;
- Sint-Pauluskerk in Langemark;
- Sint-Annakerk in Mechelen-Bovelingen;
- Sint-Rictrudiskerk in Reninge;
- Sint-Leonarduskerk in Zuidschote.

In Duitsland is deze dakconstructie onder andere toegepast op de:
- Dom van Aken;
- Sint-Jacobskerk in Aken;

In Groot-Brittannië is de dakconstructie onder andere toegepast op de:
- Kathedraal van Salisbury.

In Polen is deze dakconstructie onder andere toegepast op de:
- Bożkówpaleis.

In Suriname is deze dakconstructie onder andere toegepast op de:
- Sint-Petrus-en-Pauluskathedraal te Paramaribo.

## Galerij

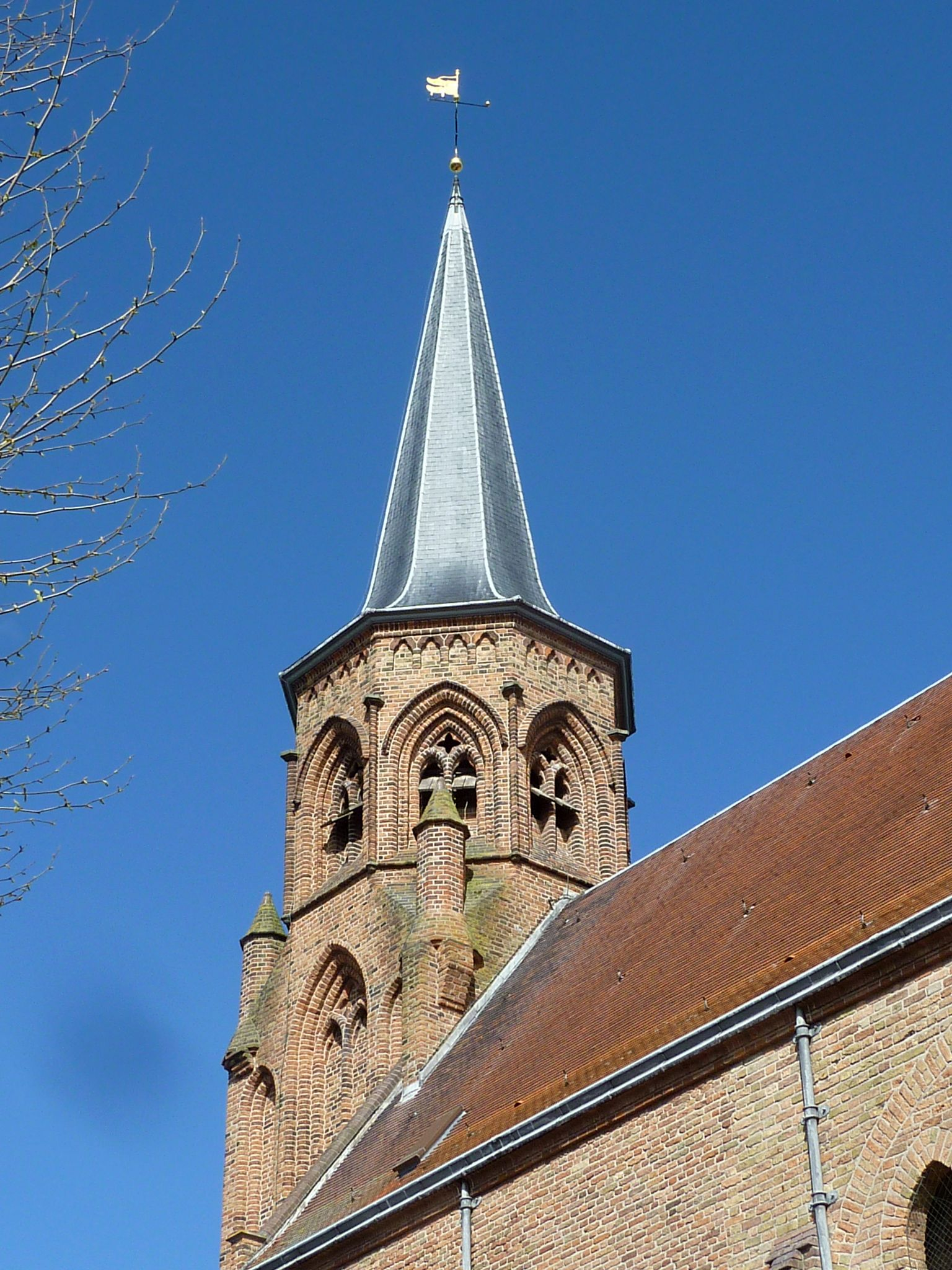
Abdijkerk van Loosduinen
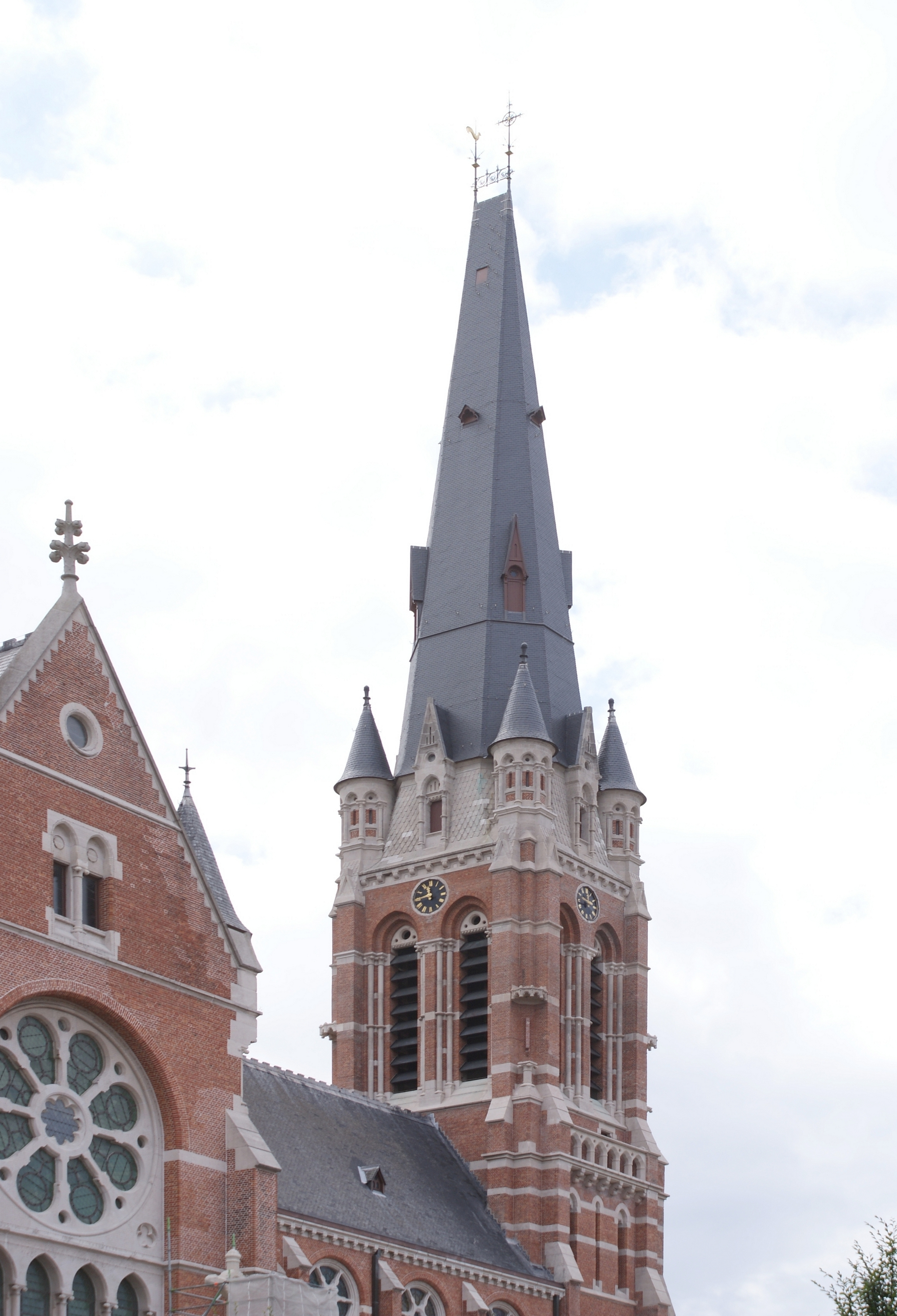
Sint-Willibrorduskerk in Antwerpen
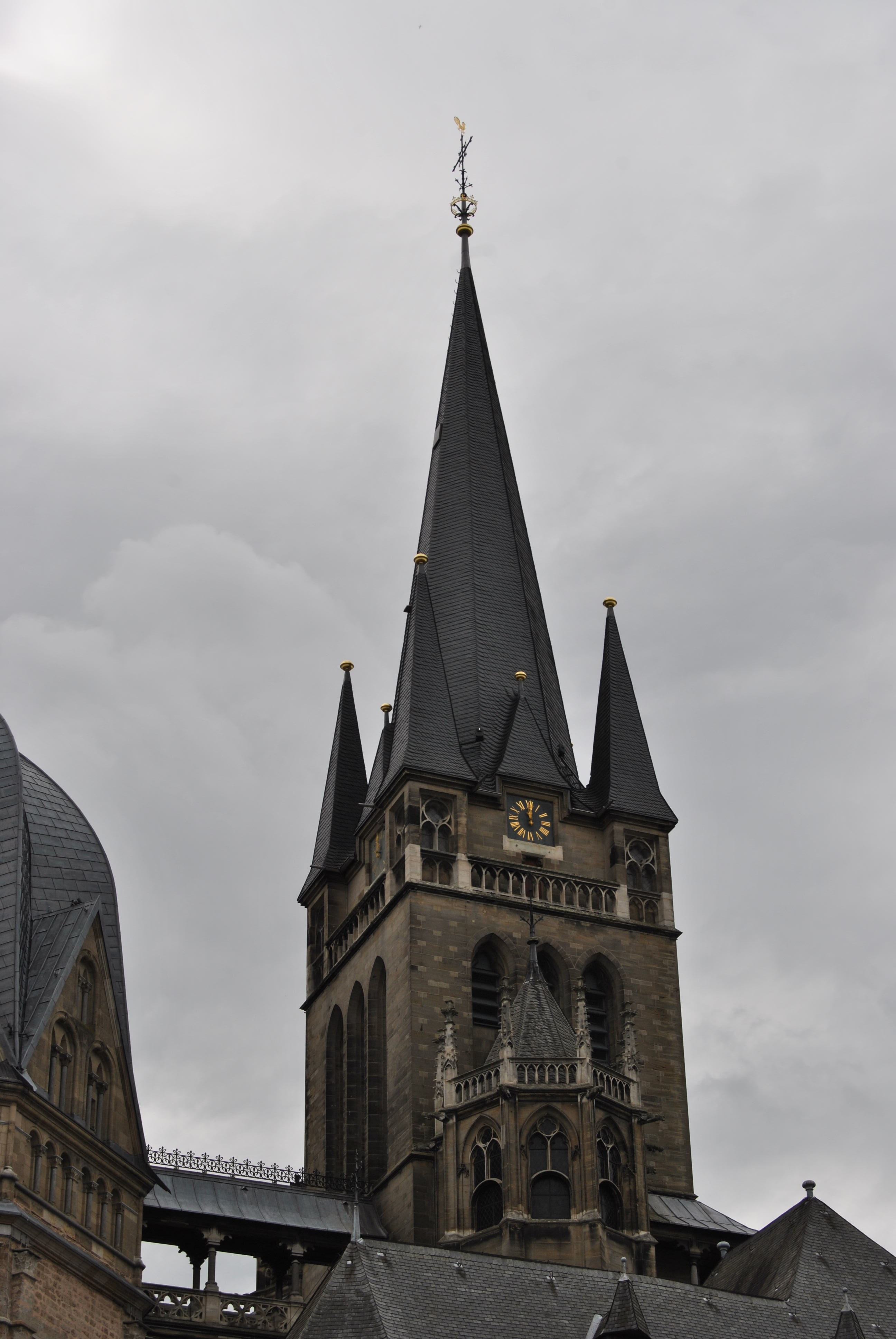
Dom van Aken
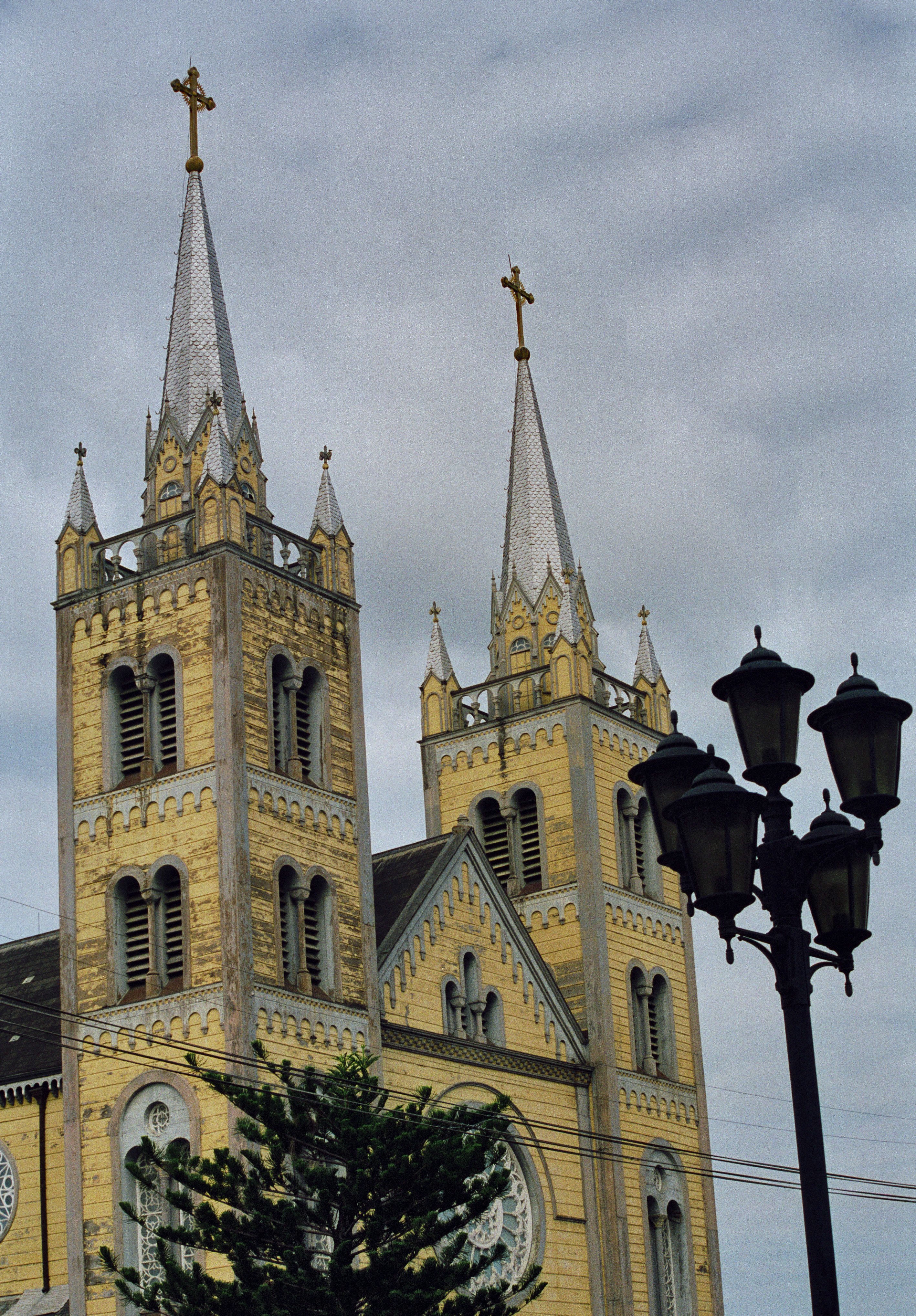
Kathedraal van Paramaribo

achtkantige tussen vier topgevels · afgeknot · erker/arkeltorentjes · flankerende torentjes · gedraaid · gemetseld · ingesnoerd · klokvormig · kruisdak · naald · parabool · rombisch/ruit · ui